# François Gibault
Pour les articles homonymes, voir Gibault.
François Gibault, né le 21 mai 1932 dans le 7e arrondissement de Paris, est un avocat et écrivain français. Il a reçu des prix litteraires pour ses œuvres. Il est commandeur de la Légion d'honneur.
Biographe de Louis-Ferdinand Céline, co-héritier de la veuve Lucette Destouches, il devient l'ayant droit de l'écrivain.
Une enquête de Libération révèle en juin 2024 qu'il est accusé d'avoir fait partie d'un réseau de pédocriminalité constitué de plusieurs personnalités dans les années 1970 et 1980. Les faits font l'objet d'une enquête judiciaire.

## Biographie

### Jeunesse et formation
François Gibault naît rue Monsieur, dans le 7e arrondissement de Paris. Sa famille est propriétaire du cinéma La Pagode, situé dans la rue de Babylone. Sa mère est ambulancière bénévole et son père assureur ; il a deux frères.
Il étudie au lycée Claude-Bernard (16e arrondissement de Paris). Il est cependant renvoyé de son lycée et recalé à Sciences Po Paris, choisissant finalement d'entamer des études de droit.

### Carrière professionnelle

#### Avocat
Après sa prestation de serment d'avocat le 5 décembre 1953, François Gibault exerce peu car il est vite appelé sous les drapeaux en octobre 1957. Il a été formé à l'école de cavalerie de Saumur. Sous-lieutenant durant la guerre d'Algérie, il rentre à Paris en 1960 et reprend sa profession d'avocat.
Il aide Jean-Louis Tixier-Vignancour à défendre une trentaine de personnes poursuivies dans le cadre de l’OAS, mais il est aussi avocat commis d'office de deux membres du FLN avant qu'ils ne soient pris en charge par le « collectif des avocats du FLN ». En 1962, il est secrétaire de la Conférence des avocats du barreau de Paris.
Il est responsable du musée du barreau de Paris en 1969. Il en reste le conservateur pendant trente ans.
En octobre 1976, il cofonde la Société d'études céliniennes, qu'il préside depuis 1987. Il a également été président de la Fondation Jean-Dubuffet.
En 1987, il défend avec Francis Szpiner l'ancien empereur de Centrafrique Jean-Bedel Bokassa. Il est par la suite l'avocat du dirigeant libyen Mouammar Kadhafi dans l'affaire de l'attentat du vol 772 UTA.
Proche du chanteur et acteur Filip Nikolic (avec qui il entretient une relation paternelle) et de l'avocat Jacques Vergès, il a participé à la tentative de reconnaissance de la filiation de Jean-Marie Loret, fils prétendu illégitime d'Adolf Hitler.
De 2007 à 2008, il préside l'Association amicale des secrétaires et anciens secrétaires de la conférence des avocats du barreau de Paris.

#### Littéraire
Il est l'un des spécialistes de Louis-Ferdinand Céline, dont il a écrit une biographie. En tant qu'exécuteur testamentaire de Céline, il édite une partie de sa correspondance. Il devient proche de sa veuve, Lucette Destouches qu'il rencontre un an après la mort de Louis-Ferdinand Céline. Il organise des soirées dans sa maison à Meudon conviant des personnalités liée à la culture comme Françoise Sagan, Fabrice Luchini, Charles Aznavour, Florian Zeller ou Carla Bruni pour faire perdurer l'œuvre littéraire de Louis-Ferdinand Céline dans la société civile tout en relativisant son antisémitisme. En 2017, il tente de faire republier les pamphlets antisémites («Bagatelles pour un massacre», «l’Ecole des cadavres», «les Beaux draps»). Malgré le caractère antisémite, nazie et anti-franc-maçon, des livres, il les juge indispensables à la compréhension de l’œuvre de l'écrivain. L’éditeur, Antoine Gallimard, trouve un temps l’idée « intéressante », à condition d’accompagner les textes d’un sérieux appareil critique, mais le tollé médiatique le dissuade de les rééditer dont notamment les menaces juridiques de Serge Klarsfeld. Pour autant, Gibault, n'y renonce pas en déclarant : « Nous les publierons quand nous serons prêts » au Nouvel Observateur. Frédéric Mitterrand le décrit comme un homme ouvert et cultivé en déclarant «  J’aime la manière dont il mélange culture, raffinement et bohème, et son allégresse de jeune homme (...)  Je ne l’ai jamais entendu dire du mal de quiconque.  » tandis que Pierre Assouline  le décrit comme étant  « une figure fraternelle en qui j’aurai toujours confiance ; il est droit, humain  ».
Il est candidat malheureux à l'Académie française en 2001 et 2007.
En 2010, il fait partie du jury du prix Françoise-Sagan — il fut l'avocat de Françoise Sagan et l'un de ses proches ainsi que le compagnon de son mari Robert, dit Bob Westhoff.

### Vie privée
À l'âge de 79 ans, il a adopté un fils, César Peng, avec le danseur et chorégraphe Gang Peng.
Son petit-neveu, Guillaume Gibault, est le fondateur de la société Le Slip français.

## Accusation de pédocriminalité
(juin 2024).
Le texte peut changer fréquemment, n’est peut-être pas à jour et peut manquer de recul. 
Le titre et la description de l'acte concerné reposent sur la qualification juridique retenue lors de la rédaction de l'article et peuvent évoluer en même temps que celle-ci.
En juin 2024, il est nommément mis en cause dans une enquête, du quotidien Libération sur les « hommes de la rue du Bac », s'appuyant sur une enquête préliminaire ouverte le 23 octobre 2023 par le parquet de Paris. Inès Chatin témoigne d'agressions sexuelles et de viols commis entre 1977 et 1987, de ses 4 à ses 13 ans par un réseau de pédocriminalité, sur elle et d'autres enfants lors de cérémonies secrètes. Ce réseau aurait compris son père adoptif Jean-François Lemaire et plusieurs de ses amis, dont Claude Imbert, Jean-François Revel, François Gibault, et Gabriel Matzneff. Inès Chatin affirme que Gibault avait « l’ascendant sur les autres ». François Gibault assure par la voix de son conseil, Jérémie Assous, « n’avoir jamais assisté au moindre acte criminel, et n’aurait pas manqué, si cela avait été le cas, d’y mettre un terme et de les dénoncer immédiatement aux autorités ».

### Distinction
- 2011 :  Commandeur de la Légion d'honneur[27]

## Œuvres
- Céline 1 : Le Temps des espérances : 1894-1932, Paris, Mercure de France, 1977, 350 p. (BNF 34703964)
- Céline 2 : Délires et persécutions : 1932-1944, Paris, Mercure de France, 1985, 378 p.
- Céline 3 : Cavalier de l'Apocalypse : 1944-1961, Paris, Mercure de France, 1981, 412 p. (BNF 34665463)
- Interdit aux Chinois et aux chiens : roman, Paris, La Table ronde, 1er septembre 1997, 175 p. (ISBN 2-7103-0811-8, BNF 36178288)
- Un cheval, une alouette : roman, Paris, La Table ronde, 22 mars 2000, 200 p. (ISBN 2-7103-0957-2, BNF 37104594)
- Cave canem : roman, Paris, Léo Scheer, 10 mars 2006, 217 p. (ISBN 978-2-7561-0027-2, BNF 40137103)
- Singe, Léo Scheer, 2011
- La Cité interdite et autres récits, L’Éditeur, 2011
- Libera me, Gallimard, 2014
- Libera me. Suite et fin, Gallimard, 2015
- Carpe et lapin, Gallimard, 2022
- Céline, Bouquins, 2022  (ISBN 978-2-38292-355-9)

### Éditeur scientifique
- Louis-Ferdinand Céline, Lettres de prison à Lucette Destouches et à Maître Mikkelsen : 1945-1947, Paris, Gallimard, 1998, 401 p. (ISBN 2-07-073711-X, BNF 36984501) Édition établie, annotée et présentée par François Gibault (dir.).

### Prix
- Prix Broquette-Gonin en 1978 et 1982